# Ronald Šiklić
Ronald Šiklić (ur. 24 listopada 1980 w Zagrzebiu) – były chorwacki piłkarz, grający na pozycji bocznego obrońcy. Znany głównie z występów w Dinamie Zagrzeb, Dyskobolii Grodzisk Wielkopolski, Odrze Wodzisław Śląski, Górniku Łęczna oraz Lechii Gdańsk. Grał także w czeskiej Slavii Praga, z którą zdobył mistrzostwo Czech.

## Sukcesy
Slavia Praga :
- Mistrzostwo Czech: (1)
  - 2008/09